# Roger Mortimer, 2. Earl of March

Wappen des Roger Mortimer

Roger Mortimer, 2. Earl of March KG (* 11. November 1328 in Ludlow Castle; † 26. Februar 1360 in Rouvray bei Avallon) war ein englischer Magnat. Während seines kurzen Lebens gelang es ihm, durch seinen Dienst als Militär den Großteil der 1330 verlorenen Familienbesitzungen und die Stellung seiner Familie zurückzuerlangen.

## Herkunft und Jugend

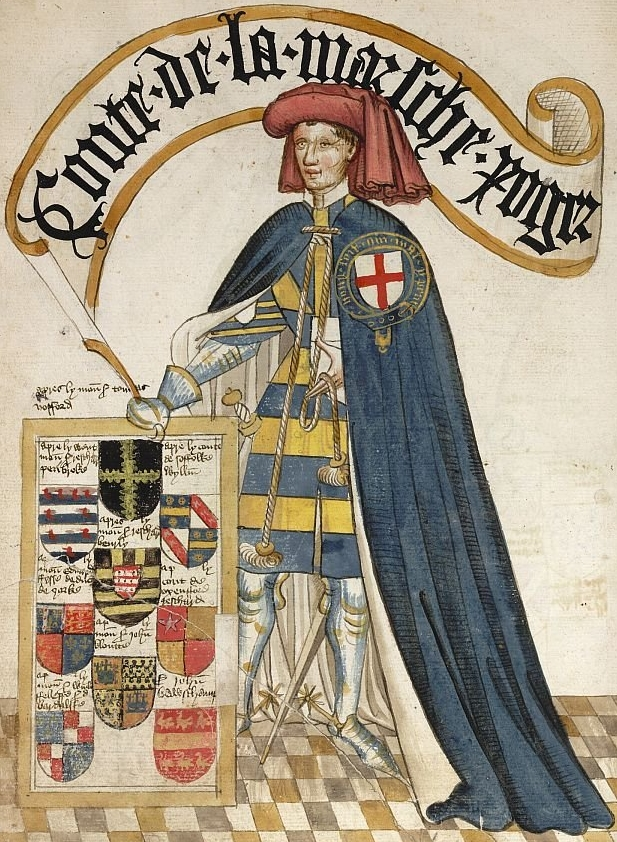
Roger Mortimer als Ritter des Hosenbandordens. Darstellung aus dem 15. Jahrhundert

Roger Mortimer entstammte der Familie Mortimer, einer vor allem in den Welsh Marches begüterten Familie. Er wurde als ältester Sohn von Edmund Mortimer und von dessen Frau Elizabeth de Badlesmere in der Burg seiner Großmutter Joan de Geneville geboren. Ende November 1330 wurde sein Großvater Roger Mortimer, 1. Earl of March als Verräter hingerichtet. Die Familienbesitzungen wurden von König Eduard III. beschlagnahmt. Rogers Vater erhielt im kommenden Jahr einen Teil der Familienbesitzungen zurück, starb aber bereits im Dezember 1331 oder Januar 1332. Damit war der Besitz und der Fortbestand der Familie erneut gefährdet, doch die verwandtschaftlichen Beziehungen zu zahlreichen anderen Familien des englischen Hochadels sicherten den Bestand der Familiengüter. Der mächtige Richard FitzAlan, 10. Earl of Arundel übernahm die Verwaltung eines Teils des Erbes, und Rogers Mutter heiratete 1335 in zweiter Ehe William de Bohun, einen engen Freund des Königs. Durch diese Heirat sollten die miteinander verfeindeten Familien Mortimer und Bohun versöhnt werden. 1336 erwarb William Montagu, 3. Baron Montagu, ein weiterer enger Freund des Königs, für 1000 Mark das Recht, den jungen Roger zu verheiraten, und vor 1352 wurde er mit Philippa, einer Tochter Montagus verheiratet. 1341 sicherte Rogers Stiefvater William de Bohun ihm gegen die Zahlung einer jährlichen Gebühr von £ 280 die Herrschaft über Radnor und die angrenzenden Gebiete in den Welsh Marches. Im Juli 1342 erhielt Roger den Familiensitz Wigmore Castle und im März 1344 weitere Besitzungen in den Welsh Marches zurück.

## Aufstieg als Militär
Der junge Mortimer hatte damit schon einen Teil seines Erbes gesichert, als er sich während des Hundertjährigen Kriegs in Frankreich als Militär auszeichnete. Bereits im September 1344 nahm er mit Erfolg an einem Turnier in Hereford teil, an dem auch die Earls of Arundel, Pembroke, Suffolk und Warwick teilnahmen. 1346 gehörte er dem englischen Heer an, mit dem der König in Nordfrankreich einfiel. Dort wurde er am 12. Juli von Edward of Woodstock, dem Prince of Wales, in La Hague zum Ritter geschlagen. Für seinen erfolgreichen Kampf in der Schlacht von Crécy am 26. August gab ihm der König am 6. September die übrigen Familienbesitzungen in den Welsh Marches und in Herefordshire zurück.

## Weitere Rückgewinnung der Familienbesitzungen und des Titels Earl of March
1348 wurde Mortimer erstmals in ein Parlament berufen, weshalb er als Baron Mortimer gilt, und sein Ruf als ausgezeichneter Ritter wurde gefestigt, als der König ihn als Gründungsmitglied in den Hosenbandorden aufnahm. Im April 1354 erreichte Mortimer im Parlament, dass die Verurteilung seines Großvaters annulliert wurde, womit er den Titel Earl of March erlangte. Damit erhielt er auch fast alle 1330 verlorenen Besitzungen seines Großvaters zurück, nur die Herrschaft Chirk in den Welsh Marches blieb im Besitz des Earl of Arundel, nachdem Mortimer mit diesem eine Einigung erzielte und dazu eine Heirat zwischen ihren Kindern vereinbart hatte. Die Ansprüche der Lords Montagu, Berkeley, Talbot und der anderen Adligen, die die Besitzungen der Familie Mortimer seit 1330 verwaltet hatten, wurden dagegen vom König zurückgewiesen, womit diese zum Teil auf erhebliche Besitzungen verzichten mussten. Ab 1354 gehörte Mortimer dem Kronrat an und bezeugte häufig königliche Urkunden. Der König belohnte seine Dienste mit weiteren Gunstbeweisen. Er ernannte ihn zum Verwalter des Forstes von Clarendon, 1355 zum Warden of the Cinque Ports und von Dover, dazu erhielt er Besitzungen zur lebenslangen Nutzung. Im September 1358 erhielt er Munslow in den Welsh Marches als erbliches Lehen. Nach dem Tod seiner Großmutter Joan Geneville 1356 erbte er deren Besitzungen, darunter Ludlow Castle.

## Weiterer Dienst als Militär und Tod
1352 hatte Mortimer in seinen walisischen Besitzungen Soldaten für den weiteren Krieg mit Frankreich aufgestellt, er selbst gehörte zum Heer des Prince of Wales in Calais. 1355 diente er sowohl im Krieg in Frankreich wie auch in Schottland als Militär. Für den Feldzug von 1359 bis 1360 nach Frankreich hatte er in seinen Besitzungen 600 men-at-arms und 1000 Bogenschützen rekrutiert, so dass er einer der wichtigsten englischen Kommandanten war. Der König ernannte ihn zum Constable der Armee, und Mortimer führte die Vorhut von Boulogne aus zu einem Raubzug nach Étaples. Anschließend kommandierte er einen Teil der Armee, die in drei parallelen Marschsäulen durch Ostfrankreich nach Reims marschierten. Die folgende, vom 4. Dezember 1359 bis zum 11. Januar 1360 dauernde Belagerung der Stadt scheiterte jedoch. Mortimer starb wenige Wochen später in Nordfrankreich. Sein Leichnam wurde nach England überführt und neben seinen Vorfahren in der Familienstiftung Wigmore Priory beigesetzt.

## Nachkommen
Mit seiner Frau Philippa Montagu († 1382) hatte Mortimer mindestens einen Sohn, der sein Erbe wurde:
- Edmund Mortimer, 3. Earl of March (1352–1381)